# Bill Reid

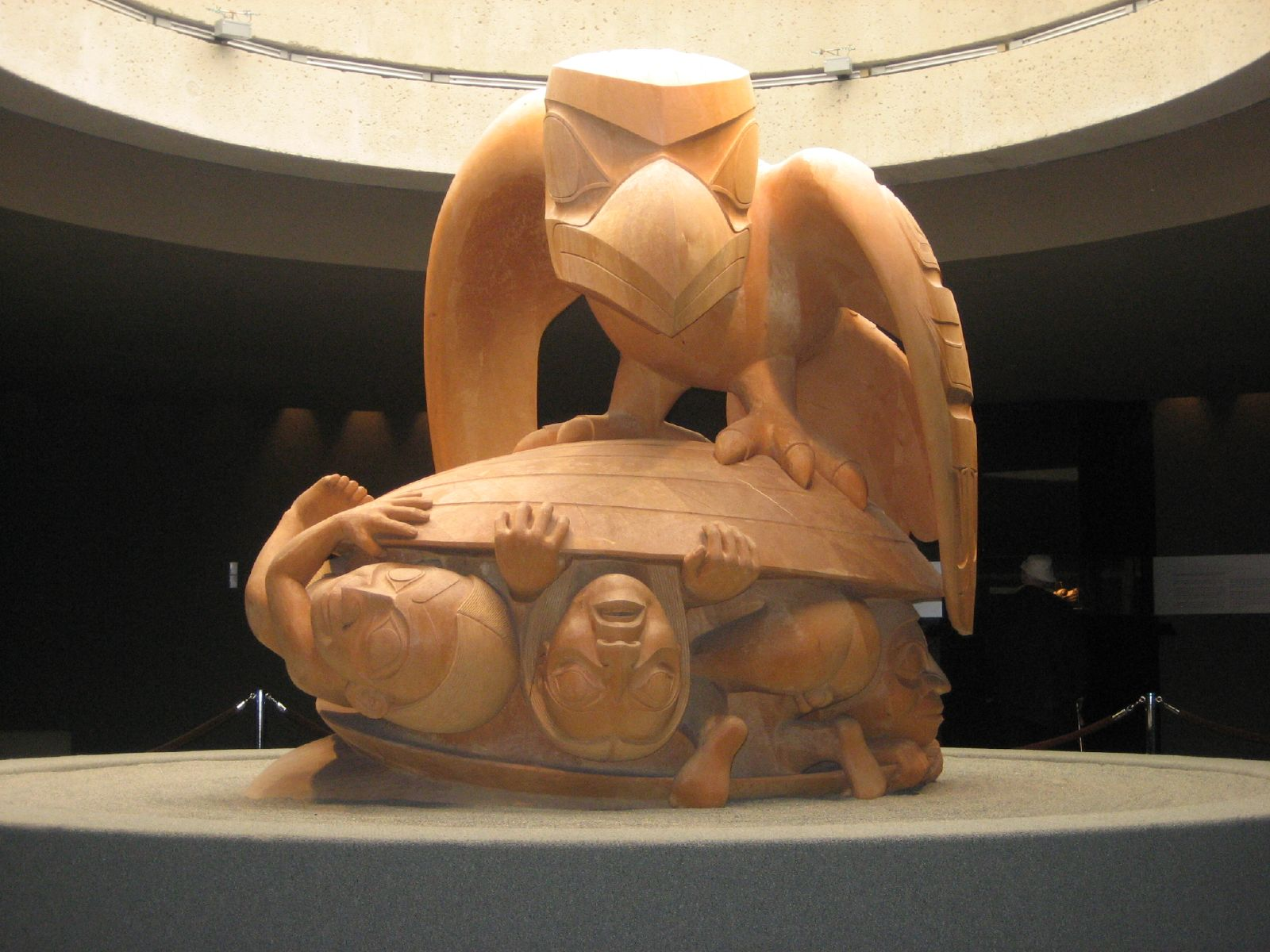
Raven and The First Men, Museo de Antropología de la Universidad de Columbia Británica.

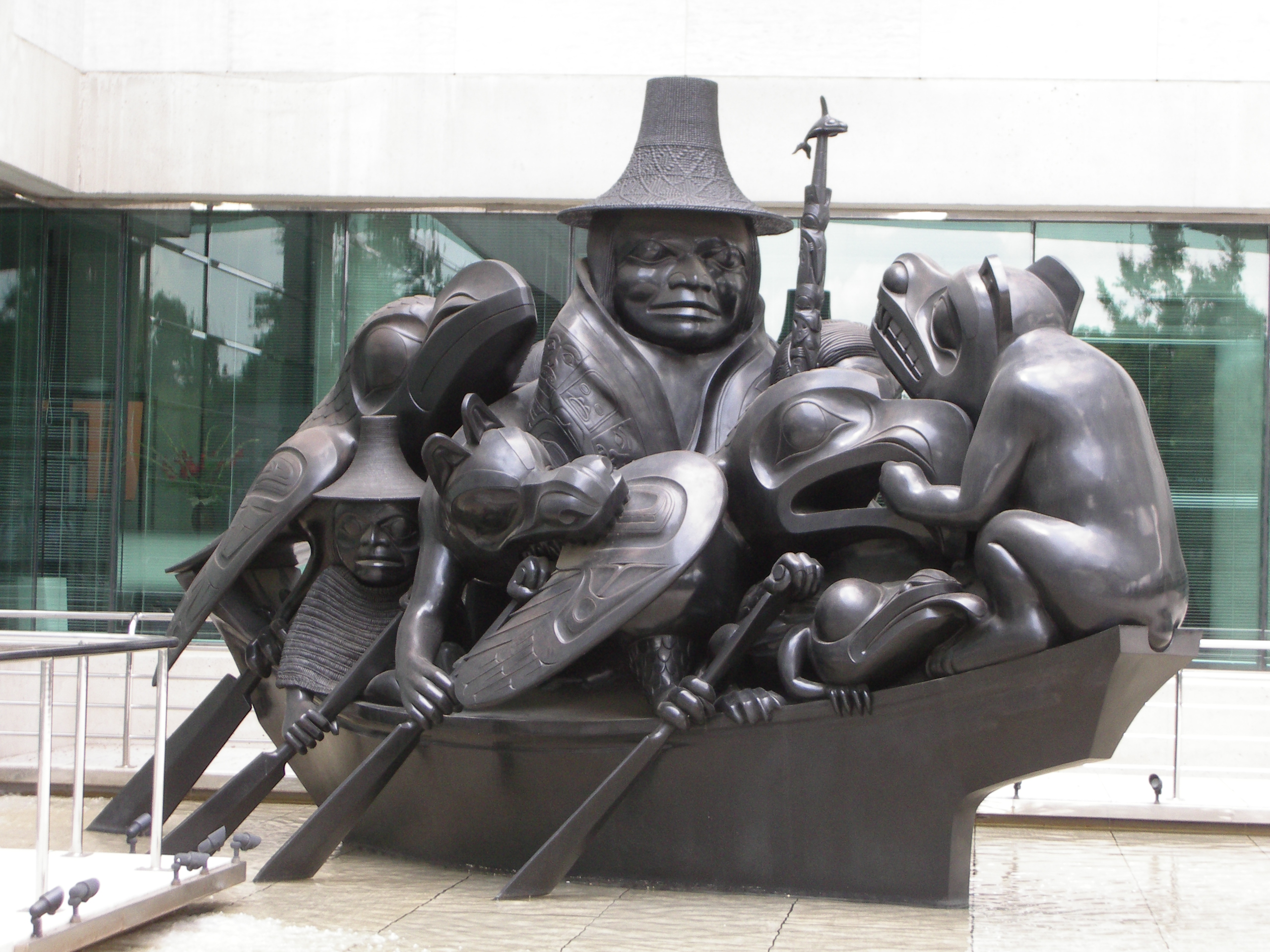
The Spirit of Haida Gwaii, the Black Canoe, en la embajada canadiense en Washington.

William Ronald "Bill" Reid (Victoria, Columbia Británica; 12 de enero de 1920 - Vancouver, Columbia Británica; 13 de marzo de 1998) fue un escultor canadiense. 

## Biografía
Su padre era un estadounidense caucásico, de ascendencia europea, escocesa-alemana, mientras su madre pertenecía al pueblo Haida. Debido a las leyes de la época, que reprimían la cultura indígena, no tuvo conocimiento de ella hasta que con poco más de veinte años visitó por primera vez desde que era un bebé, el hogar ancestral de su madre. Deseaba conectarse con sus familiares y su identidad indígena, diciendo más tarde que buscaba "volverse hacia sus antepasados, al reclamar su herencia... buscando una identidad que no había encontrado en la sociedad occidental moderna". Allí aprendió de su abuelo materno, un platero tradicional haida, que le ofreció las herramientas de su tío tatarabuelo, Charles Edenshaw un artista de renombre entre los haida que murió el año que nació Reid. Desarrolló su interés por el estilo de su tribu mientras era anunciante en la radio en Toronto y estudiaba joyería.
En 1951, Bill Reid se mudó a Vancouver, ciudad donde colaboró con el Museo de antropología y donde, además, estudió mitología. 
Desde que la ley canadiense dio la posibilidad de hacerlo, Reid obtuvo el estatus de amerindio, muy favorable fiscalmente. Reid recibió encargos del gobierno de Canadá para su embajada en Washington D. C. y también tuvo pedidos para el aeropuerto de Vancouver, cuya escultura apareció en los billetes de veinte dólares canadienses. Ambas obras son muy parecidas. La obra destinada a la embajada en Estados Unidos es The Spirit of Haida Gwaii, the Black Canoe, y la que se encuentra en Vancouver es The Spirit of Haida Gwaii, the Jade Canoe. 
Reid recibió muchos honores durante su vida, incluyendo grados honorarios de la Universidad de Columbia Británica, de la Universidad de Toronto, de la Universidad de Victoria, de la Universidad de Ontario Occidental, de la Universidad de York y de la Universidad de Trent. Le fue otorgado el National Aboriginal Achievement Award en 1994, y se convirtió en miembro de la Orden de Columbia Británica y en oficial de la Orden de las Artes y las Letras de Francia.
Bill Reid sufrió la enfermedad de Parkinson y murió a causa de ello en 1998, a los 78 años.